# シニョーリ広場 (ヴィチェンツァ)

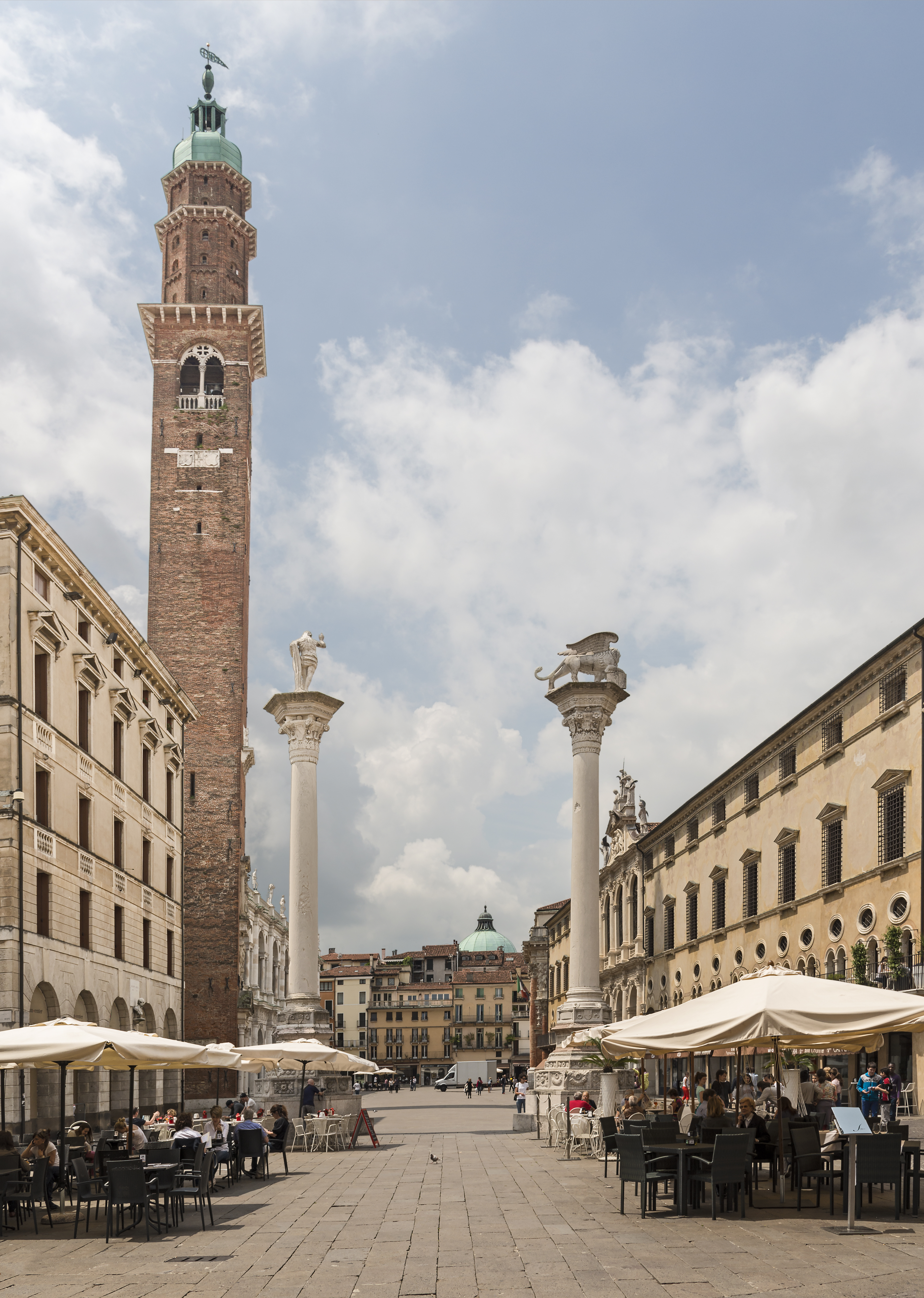
シニョーリ広場

シニョーリ広場（イタリア語: Piazza dei Signori）は、イタリアのヴィチェンツァ旧市街中心部の広場。かつて古代ローマ時代にフォルムがあった場所であり、過去から現在に至るまでヴィチェンツァの街の中心広場として機能している。
広場は南西・北東を長軸とする長方形で、広場の南東側に面して、17世紀に完成した公会堂のバシリカ・パッラディアーナや12世紀から15世紀にかけて建てられた高さ82mの時計塔であるビサーラ塔が建っている。また、広場の北西側に面してヴェネツィア共和国の総督官邸として使われたパラッツォ・デル・カピタニアートやサン・ヴィンチェンツォ教会などが建っている。広場の北東端には、ヴェネツィア共和国のシンボルである聖マルコと聖テオドーロの2本の円柱が立っている。
広場は、ここが市庁舎やヴェネツィア共和国総督官邸があったことから『シニョーリ(Signori)』広場と名付けられた。
- バシリカ・パッラディアーナ
- ビサーラ塔
- パラッツォ・デル・カピタニアート
- サン・ヴィンチェンツォ教会
- サンマルコのシンボル、翼のあるライオン

## アクセス
- ヴィチェンツァ駅から北東へ、徒歩約1km
- 市バス10系統Basilica-Piazzetta Largo Neri Pozzaバス停より、北へ約100m